# Cyclocardia incisa
Cyclocardia incisa är en musselart som först beskrevs av Dall 1903.  Cyclocardia incisa ingår i släktet Cyclocardia och familjen Carditidae. Inga underarter finns listade i Catalogue of Life.